# Bridgetown
Bridgetown – stolica, główne miasto i największy port Barbadosu, nad Atlantykiem. Jedyny port wywozowy Barbadosu; leży na południowo-zachodnim krańcu wyspy, na wybrzeżu zatoki Charlisle.
Miasto zostało założone w 1628 r. przez Anglików i nosiło niegdyś nazwę Miasto Świętego Michała (Town of Saint Michael). W 1854 r. epidemia cholery pochłonęła około 20 tys. ofiar.
W 2011 roku historyczne miasto wraz z pobliskim garnizonem wojskowym wpisano na listę światowego dziedzictwa UNESCO. Miasto jest ośrodkiem naukowym (uniwersytet) i turystycznym. Bridgetown to rodzinne miasto piosenkarki Rihanny oraz DJ Grandmastera Flasha.

## Gospodarka
Ośrodek handlowy w obszarze Małych Antyli; rafineria ropy naftowej, produkcja rumu i cukru. Miasto jest siedzibą giełdy papierów wartościowych.
Linie lotnicze REDjet mają główne biuro w Międzynarodowym Porcie Lotniczym Grantley Adams w Christ Church, w pobliżu Bridgetown.
Sklepy są otwarte od 8 do 18 (poniedziałek – piątek) i od 8 do 24 w niedzielę.
Główne banki:
- Barclays,
- Bank of Nova Scotia,
- Narodowy Bank Barbadosu,
- Kanadyjski Imperial Bank of Commerce (CIBC),
- Bank RBTT i Royal Bank of Canada (RBC).

Banki są otwarte od godz. 8 do 15 (od poniedziałku do czwartku), w piątki w godz. 8–17. W mieście są dostępne bankomaty.
Elektryczność:
115 voltów prąd zmienny, 50 Hz. Większość hoteli posiada napięcie 220 voltów prąd zmienny.
Telekomunikacja:
Międzynarodowy kod telefoniczny dla Barbadosu to 1–246 + siedmiocyfrowy numer telefonu. Na wyspie używa się samych siedmiu cyfr. Numery ratunkowe:
- Policja: 211 (wyłącznie w nagłych wypadkach)
- Straż pożarna: 311
- Pogotowie ratunkowe: 511
- Straż Przybrzeżna i Siły Obronne: (246) 427-8819

## Miasta partnerskie
- Bridgetown  Kanada
- Wilmington  Stany Zjednoczone